# FOUJITA
『FOUJITA』（フジタ）は2015年の日本・フランス合作映画。洋画家の藤田嗣治を描いた。日本では2015年11月14日公開。キャッチ・コピーは「パリが愛した日本人、あなたはフジタを知っていますか?」。

## あらすじ
1920年代のパリ。エコール・ド・パリの旗手として藤田嗣治は画壇での地位を確立させていた。画家仲間や踊り子たちとの乱痴気騒ぎにうつつを抜かす彼は、絵がいかに巧くても名声を得ねば大成しないとの持論を口にし、フーフー（お調子者）との渾名をも甘んじて受けた。そして彼の宣伝に協力したフェルナンドを捨て、新たな恋人ユキと遊興に耽った。その中で藤田の作品はいやが上にも評判を高める。彼はモデルのキキに「スキャンダルや馬鹿げた騒ぎを重ねるほど、自分の絵は綺麗になる」とうそぶいてみせるのだった。
1940年代の日本。藤田は帰国し、軍部より戦意高揚画の製作を依頼された。彼はこの作業に携わることで、「絵が人の心を揺さぶることを知った」と語り、意欲を見せた。だが空襲の惨禍は日毎に東京に迫り、妻の君代とともに彼は田舎へと疎開する。近隣の農家の人々と豊かな自然の懐に抱かれ、藤田は新たな日本を再発見してゆくことになる。その一方で、日本は敗戦への道を辿ってゆくのだった。
戦後、フランスにわたり再び日本へは戻らぬ決心をした藤田は、ランスの教会の設計からフレスコ画までを手掛けた。その壁画には、藤田と君代の向き合う姿が描かれていた。

## キャスト
- 藤田嗣治 - オダギリジョー
- 君代 - 中谷美紀
- ユキ - アナ・ジラルド
- キキ - アンジェル・ユモー（フランス語版）
- フェルナンド - マリー・クレメール（フランス語版）
- 寛治郎 - 加瀬亮
- おばぁ - りりィ
- 清六 - 岸部一徳
- 青木崇高
- 福士誠治
- 井川比佐志
- 風間杜夫

## スタッフ
- 脚本・監督 - 小栗康平
- 音楽 - 佐藤聰明
- 撮影 - 町田博
- 美術 - 小川富美夫 / カルロス・コンティ
- 装飾 - うてなまさたか / 奥利暁 / リーズ・ペオー / ティエリー・ロトゥ
- 衣装 - オリヴィエ・ベリオ（フランス語版） / コリーヌ・ブリュアン / 半田悦子
- 助監督 - マチルド・カヴィヤン / 李潤牛
- 製作担当 - ロガン・ルリエーヴル/鳥越一枝 / 大田康一
- 製作 - 井上和子 / 小栗康平 / クロディー・オサール（フランス語版）
- 企画 - 平澤匠
- 製作委員会 - K&A企画、小栗康平事務所、ユーロワイド・フィルム・プロダクション
- 配給 - KADOKAWA

## 受賞
- 第25回日本映画批評家大賞・実写部門撮影賞（町田博）[2]
- 第30回高崎映画祭・最優秀主演男優賞（オダギリジョー）
- 第8回TAMA映画賞・最優秀男優賞（オダギリジョー、『オーバー・フェンス』とあわせて）[3]

## こぼれ話
- 記者会見で、オダギリジョーが撮影後の今も藤田にはあまり興味が無いと発言し、小栗監督と中谷から突っ込まれた[4]。
- 『アメリ』のプロデューサーを務めたクロディー・オサールがフランス側のプロデュースを担当した。